# Joe Edwards
Pour les articles homonymes, voir Edwards.
Pas d'image ? Cliquez ici

a Compétitions nationales et continentales officielles uniquement.

b Matchs officiels uniquement.
Dernière mise à jour le 11 juillet 2025.
Joseph Edwards, né le 21 septembre 1993 à Auckland (Nouvelle-Zélande), est un joueur néo-zélandais de rugby à XV évoluant aux postes de troisième ligne centre, troisième ligne aile et deuxième ligne au RC Vannes.

## Biographie
Entre 2012 et 2016, Joe Edwards évolue dans son pays natal avec les Blues en Super Rugby et Auckland dans le Championnat des provinces néo-zélandaises. Il remporte également le Championnat du monde junior 2013 avec l'équipe de Nouvelle-Zélande des moins de 20 ans. En 2015, il dispute un match avec les Māori All Blacks face aux Fidji.
Il arrive en France en 2016 où il dispute la saison 2016-2017 de Top 14 avec l'Union Bordeaux Bègles.
En juin 2017, il s'engage avec Provence Rugby en Fédérale 1. À l'issue de la saison 2017-2018, son club termine premier de la poule d'accession et monte en Pro D2 pour la saison suivante.
Lors des saisons 2018-2019 et 2019-2020 de Pro D2, il est nommé capitaine de l'équipe d'Aix-en-Provence.
À l'issue de la saison 2019-2020 de Pro D2, il quitte Provence Rugby libre de tout contrat pour s'engager avec le RC Vannes, toujours en Pro D2. Dès son arrivée, il est nommé capitaine de l'équipe en compagnie de Jérémie Abiven.
En 2024, il remporte le championnat de Pro D2 avec le RC Vannes en gagnant la finale face au FC Grenoble (victoire 16 à 9) et il retrouve le Top 14, sept ans après l'avoir quitté.
En février 2025, il prolonge son contrat avec le RC Vannes jusqu'en juin 2028. Le 29 mars 2025, il dispute son 100e match sous les couleurs du RC Vannes lors de la 20e journée de Top 14 face à l'USA Perpignan.

## Palmarès

### En club
- Finaliste du Championnat des provinces néo-zélandaises en 2012 et 2015 avec Auckland.
- Vainqueur du Championnat de France de 2e division en 2024 avec le RC Vannes.

### En équipe nationale
- Vainqueur du Championnat du monde junior en 2013 avec l'équipe de Nouvelle-Zélande des moins de 20 ans.